# Saint-Pierre-du-Palais
Saint-Pierre-du-Palais là một xã trong tỉnh Charente-Maritime trong vùng Nouvelle-Aquitaine, tây nam nước Pháp. Xã Saint-Pierre-du-Palais nằm ở khu vực có độ cao trung bình 43 mét trên mực nước biển.